# Slovinzische Grammatik
Slovinzische Grammatik (pol. Gramatyka słowińska) – gramatyka opisowa etnolektu słowińskiego, napisana przez dr. Friedricha Lorentza na podstawie badań terenowych w latach 1896–1903. Było to pierwsze z cyklu opracowań etnolektu słowińskiego Lorentza, poprzedzające Slovinzische Texte z 1905 i dwutomowy Slovinzisches Wörterbuch z 1908–1912. Książki nie przetłumaczono na język polski, ale znaczne jej fragmenty zostały inkorporowane do trzytomowej Gramatyki pomorskiej wydanej w latach 1927–1937.

## Struktura
Slovinzische Grammatik została napisana z perspektywy deskryptywistycznej i skupia się na słowińskiej fonetyce i  fonologii oraz fleksji – opracowanie słowotwórstwa i składni zamieszczono w opublikowanej później Kaschubische Grammatik (1911). Zawiera także krótki opis historycznej fonologii gwary kabackiej. Swój wywód rozpoczyna Lorentz od omówienia geograficznego rozmieszczenia użytkowników słowińszczyzny oraz rozróżnienia między gwarami wschodnimi a zachodnimi, przechodząc do ustalenia pozycji słowińszczyzny wśród innych języków słowiańskich i wpływu na nią innych języków. Przedstawia także inne do tej pory napisane dzieła na temat tego etnolektu.
Podając słowińskie przykłady Lorentz zdecydował się na zastosowanie własnego systemu transkrypcji fonetycznej, nie tworząc dla słowińszczyzny etymologizującej ortografii. Tę samą transkrypcję wykorzystał w Slovinzische Texte i w Slovinzisches Wörterbuch, na potrzeby późniejszych dzieł została ona jednak uproszczona celem dostosowania jej do pozostałych dialektów kaszubszczyzny.

## Krytyka
Uznanie przez Lorentza słowińszczyzny za odrębny od kaszubszczyzny język słowiański zostało odrzucone przez późniejszych badaczy – później także sam Lorentz wycofał się z tego stanowiska, przypisując je niedostatecznemu stanowi badań nad pozostałymi kaszubskimi dialektami. Jan Baudouin de Courtenay, komentując wstęp do Slovinzische Grammatik, w którym Lorentz stwierdza: „[k]iedym przed 6 laty po raz pierwszy poznał Słowińców, zdumiałem się do najwyższego stopnia, że ich mowa, z całej zachodniej Słowiańszczyzny bez wątpienia najstarożytniejsza, mogła była zupełnie wymrzeć nie doczekawszy się szczegółowego opracowania”, napisał w 1904, że „przedmiot traktowany ze zbyt wielką badawczą miłością wyrasta pod mikroskopem drobiazgowych poszukiwań ponad właściwą miarę i w porównaniu z innymi ulega przecenieniu”.